# Mausolée Hakim at-Termizi
 (février 2024).
Si vous disposez d'ouvrages ou d'articles de référence ou si vous connaissez des sites web de qualité traitant du thème abordé ici, merci de compléter l'article en donnant les références utiles à sa vérifiabilité et en les liant à la section « Notes et références ».
 (décembre 2023).
Le mausolée de Hakim at-Termizi (en ouzbek : Hakim at-Termiziy maqbarasi), aussi appelé mausolée de Termizi, est un monument funéraire historique situé dans le district de Sherobod, dans la région de Sourkhan-Daria en Ouzbékistan. Il sert de mémorial à l'érudit islamique Al-Hakim at-Tirmidhi. Le mausolée a été construit au-dessus de sa tombe.

## Histoire
Le mausolée d'At-Termizi fait partie du complexe Hakim at-Termizi. En plus du mausolée, le complexe comprend une mosquée, une maison d'hôtes et des cellules pour les pèlerins. Au fil des ans, ce complexe a fait l'objet de plusieurs rénovations.
Sur le côté est du mausolée, une maison d'hôtes a été construite dans un style architectural distinctif. De plus, près du mausolée, le fils de Hakim at-Termizi, al-Hakim Abdullokh, a fait ériger son propre mausolée au Xe siècle. De plus, au cours des XIe et XIIe siècles, une mosquée à trois dômes destinée à la prière a également été construite.
Pendant la dynastie des Timurides (XVe siècle), la maison d'hôtes a été agrandie d'une hauteur de cinquante centimètres et ses cellules ont été rénovées. Les cellules adjacentes ont également été restaurées. Le mihrab, situé dans la partie ouest de la mosquée, a été construit pendant cette époque.
Des travaux de restauration importants ont été réalisés sous le règne d'Abdullakhan à la fin du XVIe siècle (1583-1598). Une nouvelle mosquée avec huit dômes a été construite à l'intérieur du complexe. De plus, un porche d'entrée a été ajouté. Un autre petit mausolée et une zone de pèlerinage ont été créés à l'entrée sud. Cela a renforcé la connexion entre le mausolée et la maison d'hôtes.

## Architecture
Le mausolée est constitué d'un bâtiment de forme approximativement carrée avec quatre chambres reliées par des passages, avec des dimensions approximatives de 4,3 sur 4,5 mètres. La construction comporte une entrée de style oriental sur le côté nord-est, ajoutée ultérieurement. L'une des trois chambres de cette structure a une disposition carrée et contient un cénotaphe en marbre. Ce cénotaphe est richement orné de motifs en stuc, y compris des inscriptions. Une entrée depuis le cénotaphe mène à la maison d'hôtes. Les chambres de la maison d'hôtes, de taille relativement plus petite que la cour, sont séparées par une allée spacieuse. La maison d'hôtes est dotée d'un dôme et d'un mihrab. Deux chambres s'ouvrent du côté nord-est dans le style de l'architecture du nord et de l'est. À l'extérieur de la maison d'hôtes, trois gumbads surmontent la structure, présentant des formes carrées et des squinches ornés. Les extérieurs sont ornés de stuc et de décorations en muqarnas à six lobes. Les fenêtres rectangulaires des murs extérieurs sont recouvertes de treillis en bois orné et comportent des sculptures décoratives. Le mausolée est richement décoré de frises en terre cuite, de motifs floraux complexes et de six rangées de fenêtres rectangulaires. Ces fenêtres sont ornées de traceries élaborées, et les cadres des fenêtres sont rehaussés de détails sculptés. Les murs extérieurs sont ornés de stuc, avec des muqarnas à six lobes et diverses inscriptions. Les balcons sont décorés de motifs en stuc. Les murs extérieurs sont renforcés par six panneaux décoratifs, tandis que les fenêtres sont ornées de stuc et de traceries complexes. La caractéristique architecturale principale du mausolée est un petit gumbad de style kiosque sur le toit.

## Recherche académique
La première étude scientifique du mausolée est réalisée par D. N. Logofet, et les résultats ont été publiés dans des esquisses de route. En 1945, V. L. Voronina a effectué des mesures complètes du bâtiment.
Des investigations scientifiques ont été menées au mausolée de Hakim at-Termizi entre 1955 et 1957. En conséquence, l'état du mausolée, typique des XIVe et XVe siècles, a été réévalué et restauré.

## Restauration
Le mausolée a été soumis à des travaux de restauration entre 1980 et 1981. Par la suite, de 2001 à 2002, à la fois le mausolée et les sections de la maison d'hôtes ont été entièrement rénovés. Le cénotaphe en marbre du mausolée a été déplacé vers le Musée de Termez, et à sa place, une réplique moderne créée par des artisans contemporains a été installée.
En l'honneur du 660e anniversaire de la naissance d'Amir Temur, des travaux de restauration ont été réalisés au mausolée de at-Termizi. Son cénotaphe et ses fenêtres à treillis décoratifs ont été réinstallés.